# 国退民进
国退民进指中國改革開放之中，國營企業民營化的政策和引發議題。中國改革開放以來在國家社會主義與國家資本主義之間擺盪，從1980-90年代的「國退民進」被後來的國進民退所取代。